# Cynoscion reticulatus
 Cynoscion reticulatus és una espècie de peix de la família dels esciènids i de l'ordre dels perciformes.

## Morfologia
- Els mascles poden assolir 90 cm de longitud total i 30 kg de pes.[3][4][5]

## Alimentació
Menja peixos, gambes i d'altres crustacis.

## Hàbitat
És un peix de clima tropical (32°N-7°N, 115°W-78°W) i demersal.

## Distribució geogràfica
Es troba al Pacífic oriental central: des de Mèxic fins a Panamà.

## Observacions
És inofensiu per als humans.